# Cirugía de masculinización facial
Las cirugías de masculinización facial (CMF) son el nombre por el que se conocen al conjunto de procedimientos de cirugía plástica que pueden transformar el rostro de una persona para que exhiba una morfología masculina típica. A estos procedimientos pueden someterse personas trans o de género no binario y hombres cisgénero. También existe la cirugía de feminización facial (CFF), otra cirugía de afirmación de género.
Estos procedimientos quirúrgicos puede incluir varios procedimientos a nivel óseo como pueden ser el aumento de mentón, el aumento de pómulos, así como el aumento de la frente, la mandíbula y la nuez de Adán. En las CMF, la mayoría de los procedimientos implican el "añadido de estructuras con el objetivo de obtener una cara más angular".

## Historia
Las CMF se realizan desde el siglo XX. En la actualidad, las CMF son menos comunes que las CFF. La uróloga Miriam Hadj-Moussa señala que "los hombres transgénero rara vez se someten a una cirugía de masculinización facial, ya que la terapia hormonal con testosterona ya provoca el crecimiento del vello facial y les facilita hacer passing".
En 2011, Douglas Ousterhout describió los procedimientos de CMF disponibles basándose en el trabajo de Paul Tessier. En 2015, Shane Morrison publicó una descripción general de todas las cirugías de afirmación de género para personas transmasculinas, entre ellas las CMF. En 2017, el sucesor de Ousterhout, Jordan Deschamps-Braly, publicó un caso clínico sobre la primera cirugía de afirmación facial de hecha a un hombre transgénero que incluyó la masculinización de su nuez de Adán.
Según la Asociación Profesional Mundial para la Salud Transgénero (WPATH), para muchos hombres transgénero, las CMF se consideran algo médicamente necesario para tratar su disforia de género. Siguiendo las recomendaciones de la WPATH, en 2017 y 2018 se publicaron varias revisiones de la documentación y los resúmenes actualizados de las cirugías.

## Procedimientos quirúrgicos
Los procedimientos quirúrgicos que se realizan con mayor frecuencia como parte de una CMF a menudo incluyen implantes faciales, y la documentación clínica describe varios tipos.

### Aumento de frente
El propósito del aumento de la frente es crear una frente menos redondeada con una arco superciliar más prominente como es típico de los hombres cisgénero. Se puede lograr con un implante personalizado, un injerto de hueso calvario, un injerto de grasa o con materiales como el cemento óseo que se moldean con la forma deseada antes de endurecerse. Los rellenos inyectables también pueden utilizarse como procedimiento ambulatorio.

### Aumento de mandíbula
La cirugía ortognática se realizó por primera vez por razones funcionales a finales del siglo XIX, y desde entonces el procedimiento se ha mejorado y perfeccionado a lo largo del siglo XX. Como parte de la cirugía de masculinización facial, el objetivo es crear una mandíbula más robusta y cuadrada con un ángulo mandibular más angular. Esto se puede lograr mediante injertos de hidroxiapatita (mineral óseo), que promueven el crecimiento de hueso nuevo, o mediante implantes personalizados.

#### Aumento de mentón
Para cambiar la apariencia de la mandíbula también se puede realizar un aumento de mentón. Esto se consigue mediante implantes o mediante una osteotomía para hacer que la punta del mentón parezca más ancha y prominente.

### Aumento de la nuez de Adán
Este nuevo procedimiento utiliza un implante hecho de cartílago extraído de la caja torácica del paciente para aumentar la punta del cartílago tiroides, conocido como la "nuez de Adán". Esta cirugía se realizó por primera vez en 2017.